# Bockholtz-Moulin
Bockholtz-Moulin (lb. Boukelsser Millen, hist. Bockholtzer Millen) – mała miejscowość (lieu-dit) w północnym Luksemburgu, w kantonie Wiltz, w gminie Goesdorf. Do 3 października 2015 miejscowość leżała w dystrykcie Diekirch.  